# Carl Bååth
Carl Fredrik Bååth, född 20 december 1882 i byn Ren utanför Bollnäs, död 3 oktober 1951, var en svensk ingenjör och arkitekt.
Bååth var son till Reinhold Bååth, som var verksam som byggmästare i Bollnäs. Efter skoltiden kom han att följa sin far i hans arbete. Han flyttade sedermera till Örebro, där han utbildade sig till byggnadsingenjör och anställdes därefter som ritare på gasverket där. Han utförde även ritningar till några villor i Örebro. Han flyttade därefter runt till olika städer och utförde bland annat gasverk i Skövde, Djursholm och Lidingö. År 1919 återvände han till Bollnäs, där han startade Firma Carl Bååth, i vilken han kom att bedriva omfattande verksamhet.
Bååth utarbetade stadsplaner för den dåvarande köpingen och blivande staden Bollnäs. Han satte i hög grad sin prägel på denna med lång rad byggnadsverk i tidens arkitekturstilar som klassicism och funktionalism och ritade även en rad byggnader på andra orter.  Åren 1930–1935 var han stadsingenjör i Söderhamn, där han bland annat utförde ritningarna till jubileumsmässan 1930. Han innehade en rad uppdrag inom nämnder och kommittéer och var bland annat ledamot av byggnadsnämnden i Bollnäs från 1942 till sin död.
Bååth ritade många olika typer av byggnader, bland annat villor och större bostadshus, affärshus, skolor, fabriker, bensinstationer, busstationer, utställningslokaler, museum, biografer, hotell, tingshus, polisstationer till kyrkobyggnader och klockstaplar samt stadsplaner. Särskilt kan nämnas Växbo kapell (1924), Sankt Staffans kyrka i Gruvberget (1925–1927), Bollnäs museum (1929), Blomstergårdarna efter Odengatan under 1930-talet och gamla tingshuset i Bollnäs.

## Galleri

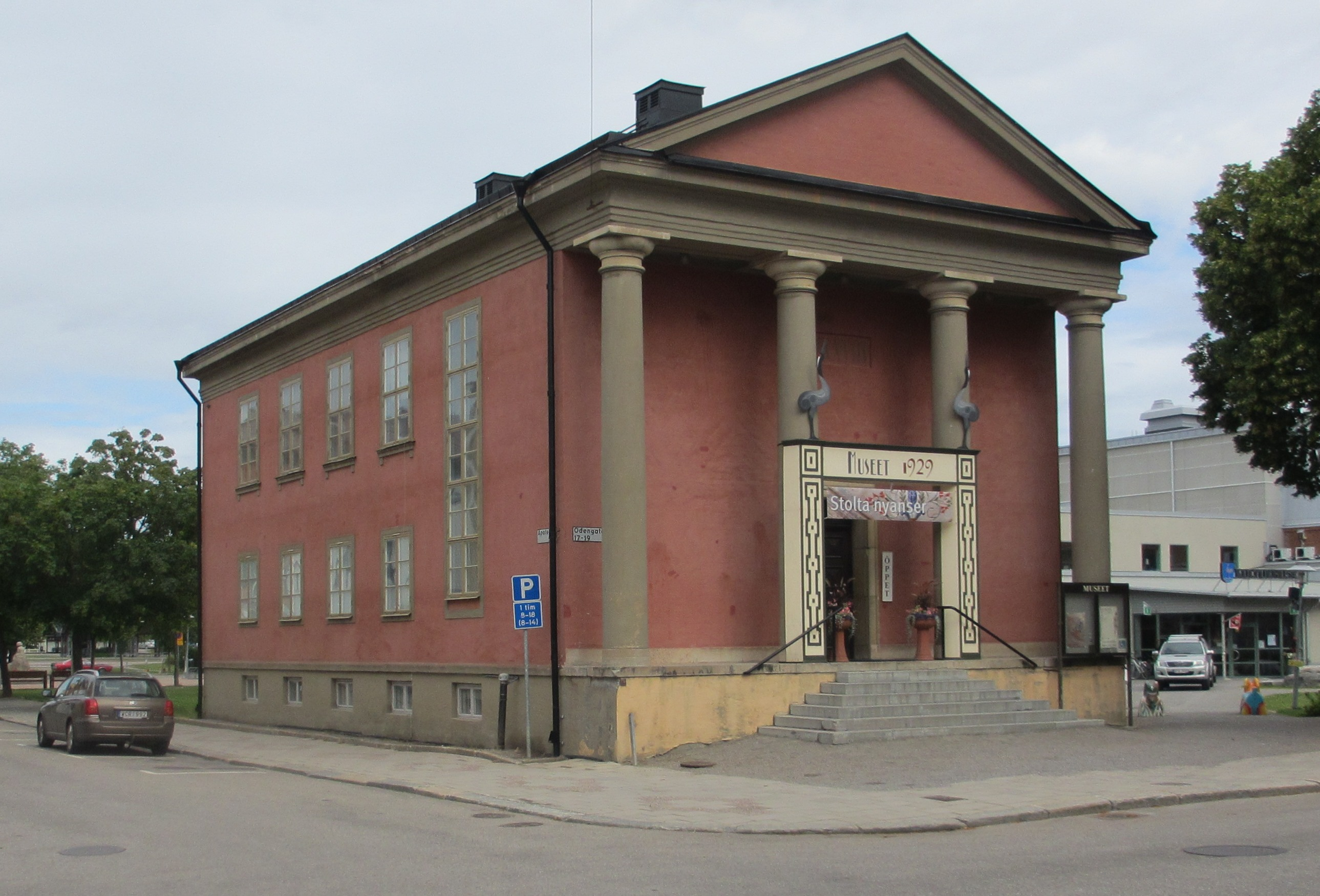
Bollnäs museum.
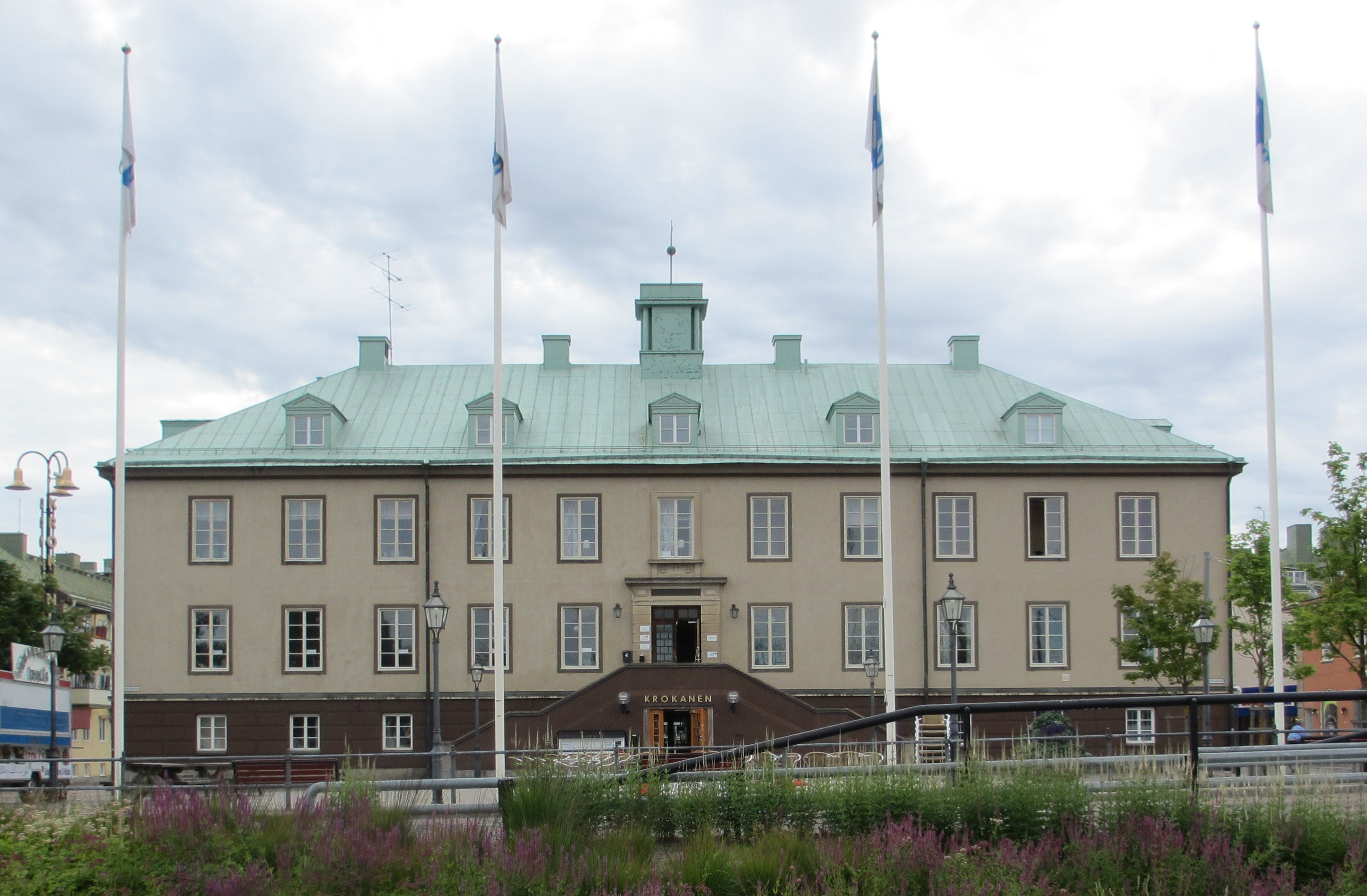
Gamla tingshuset i Bollnäs.
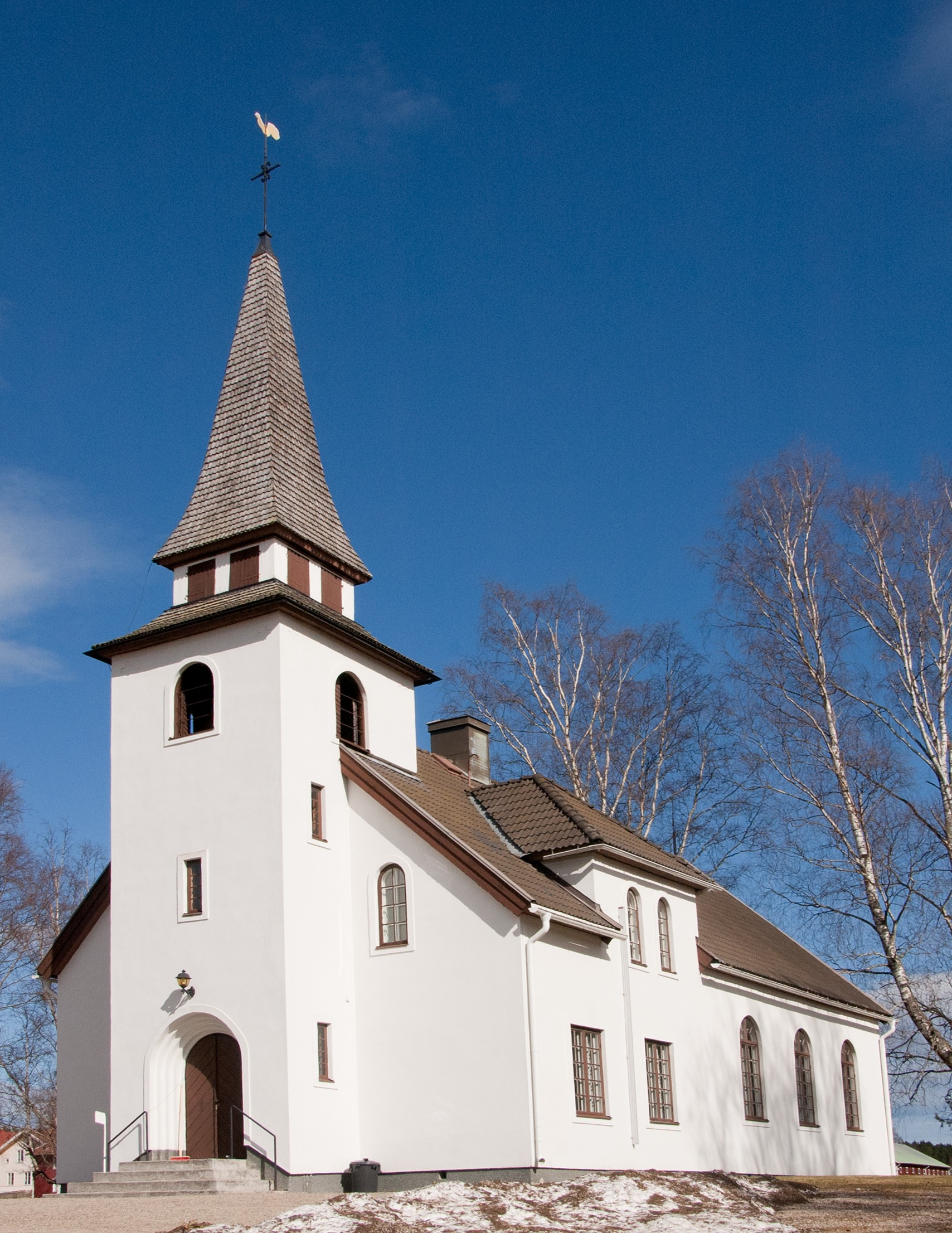
Växbo kapell.